# Puccinia
Puccinia es un género de hongos de la familia Pucciniaceae. Muchas de las especies en este género son patógenos de plantas.

## Ciclo de vida
El ciclo se puede subdividir en cinco fases con distintas estructuras reproductoras. En cuanto a la alternancia de generaciones es un ciclo trigenético heteromórfico. Pueden reconocerse un gametófito, que comienza con la germinación de una basidiospora y finaliza con la formación de espermacios e hifas receptoras; un esporófito I, que se inicia con el proceso de espermatización y finaliza con la formación de ecidiósporas; y un esporófito II, que empieza con la germinación de una ecidiospora y acaba con la formación de basidiósporas.
Fase 0 : producción de espermogonios con espermacios e hifas receptoras :
Las hifas del hongo que se desarrolla dentro del hospedante forman estructuras subepidermicas que se llaman espermogonios. Se abren en la superficie foliar por un ostiolo, por lo cual segregan un néctar oloroso que lleva también los espermacios y que atrae a los insectos. Esos permiten transportar espermacios de polaridad (+) a las hifas receptoras de polaridad (-). Tiene entonces lugar el proceso de espermatización : el contenido del espermacio pasa a la hifa receptora.
Fase 1 : producción de ecidios con ecidiósporas dicarióticas :
Mientras de la espermatización, el micelio se desarrolla en el interior de la hoja de agracejo y forma primordios de ecidios en la epidermis inferior. Los núcleos de los espermacios pasan hasta los ecidios, que entonces son binucleados. Dejan salir los ecidiosporas binucleadas formadas en su seno. Son dispersadas por el viento y germinan si llegan a una gramínea compatible, el trigo en este caso.
Fase 2 : uredosoros con uredosporas dicarióticas
Una vez que germinan en el trigo lo infectan y producen un micelio intercelular dicariótico. Luego forma masas celulares llamadas uredosoros, constituidas por mitósporas peliculadas, binucleadas, los uredósporas. Esto forma una pustula anaranjada que da su nombre a la "roya".
Las uredósporas extienden la infección durante el tiempo de crecimiento del trigo, y cuando alcanza su madurez producen otro tipo de esporas : las teliósporas. Son bicelulares y contienen telios.
Fase 3 : telios con telosporas bicelulares
Al final de verano, las esporas del telio maduran sobre las hojas del trigo. Estas teliósporas son bicelulares y protegidas por gruesas paredes resistentes a la sequedad y al frío, y permanecen aletargadas durante el invierno. Las células entonces están en estado unicelular y diploide, ya que ha tenido lugar la cariogamia.
Fase 4 : basidios con basidiósporas monocarióticas haploides
A principio de la primavera siguiente, cada célula diploide de la basidiospora germina, produciendo un promicelio. El núcleo diploide pasa en el promicelio y sufre meiosis, formando cuatro núcleos haploides. Luego se forman septos entre los núcleos, produciendo basidiósporas. Dos de las cuales son de polaridad (+) y dos (-). Estas basidiósporas son dispersadas por el viento y germinan si caigan sobre una hoja de agracejo (Berberis vulgaris). Un tubo de germinación penetra entonces en los tejidos del arbusto y desarrolla entre las células un micelio dicariótico.